# 프랭클린 D. 루즈벨트역
프랭클린 D. 루즈벨트 역(프랑스어: Franklin D. Roosevelt 프행클랑 데 후즈벨[*])은 파리 메트로의 1호선과 9호선의 환승역이다. 프랭클린 D. 루즈벨트 역은 연간 약 1,219만 여명의 승객이 오가며, 파리 메트로 시스템에서 14번째로 혼잡한 역이다.

## 역사
원래 두 노선의 역은 분리되어 있었다. 1호선은 1900년 7월 19일 포르트 드 뱅센(Porte de Vincennes)과 포르트 마이요(Porte Maillot) 간의 1단계 구간의 역으로 개장했으며, 마르뵈프(Marbeuf)라고 불렀다. 이 명칭은 1770년대에 이 지역을 개발했고 공포정치 기간에 단두대에 처형된 마르뵈프(marquise de Marbeuf)의 이름따서 명명된 동명의 거리에서 따왔다. 9호선은 1923년 5월 27일 트로카데로(Trocadéro)에서 생 오귀스탱(Saint-Augustin)까지 연장되었을 때 개장되었으며, 롱푸앙데샹젤리제(Rond-Point des Champs-Élysées) 또는 롱푸앙(Rond-Point)이라고 불렀다. 1942년 10월 6일 두 역의 환승통로가 개통되면서 한 역으로 합쳐졌고, 이 새로운 역은 마르뵈프-롱푸앙데샹젤리제(Marbeuf–Rond-Point des Champs-Elysees, 보통 샹젤리제-마르뵈프(Champs-Elysees–Marbeuf)로 불리었다.)라는 이름으로 바뀌었다. 제1차 세계 대전 중에 프랑스와 동맹을 맺었으나, 제2차 세계 대전 당시 파시스트 이탈리아 왕으로 프랑스와 대립했던 비토리오 에마누엘레 3세의 이름을 딴 거리를, 당시 프랑스의 동맹국이었던 미국의 대통령의 이름으로 개명하여 프랭클린 D. 루스벨트 거리가 되면서, 이 역의 명칭도 해당 거리의 명칭을 따 명명되었다.
역은 제2차 세계 대전 후 개조되었고, 장식 작품은 "Gemmail"로 알려진 새로운 예술 기술을 도입했다. 때로는 "station musée"(역 박물관)이라고도 한다. 9호선 승강장에서도 해당 장식을 찾을 수 있지만, 1호선 승강장에 더 많은 것을 찾을 수 있다. 완성된 역의 개장식에는 1957년 3월 1일 밤 두 개의 경사로에 초대 손님을 위한 식탁을 갖춘 대규모 행사가 있었다.
1호선 무인화 계획에 맞추어, 2008년에 1호선 승강장이 완전히 개조되었다.

## 역세권 정보
- 프티 팔레
- 그랑 팔레
- 샹젤리제 거리 및 인근의 각종 백화점

## 역 구조
| 출입구       |                                                           |                                                           |
| B1           | 대합실                                                    |                                                           |
| 1호선 승강장 | 상대식 승강장, 오른쪽 문이 열림, 난간형 스크린도어 설치됨 | 상대식 승강장, 오른쪽 문이 열림, 난간형 스크린도어 설치됨 |
| 1호선 승강장 | 1번 승강장                                                | ← 라 데팡스-그랑드 아르슈 방면 (조으쥬 생크)              |
| 1호선 승강장 | 2번 승강장                                                | → 샤토 드 뱅센 방면 (샹젤리제-클레망소) →                 |
| 1호선 승강장 | 상대식 승강장, 오른쪽 문이 열림, 난간형 스크린도어 설치됨 |                                                           |
| 9호선 승강장 | 상대식 승강장, 오른쪽 문이 열림                           | 상대식 승강장, 오른쪽 문이 열림                           |
| 9호선 승강장 | 2번 승강장                                                | ← 퐁 드 세브르 방면 (알마-마르소)                         |
| 9호선 승강장 | 1번 승강장                                                | → 매리 드 몽트뢰유 방면 (생 필립뒤룰) →                   |
| 9호선 승강장 | 상대식 승강장, 오른쪽 문이 열림                           |                                                           |

## 사진첩

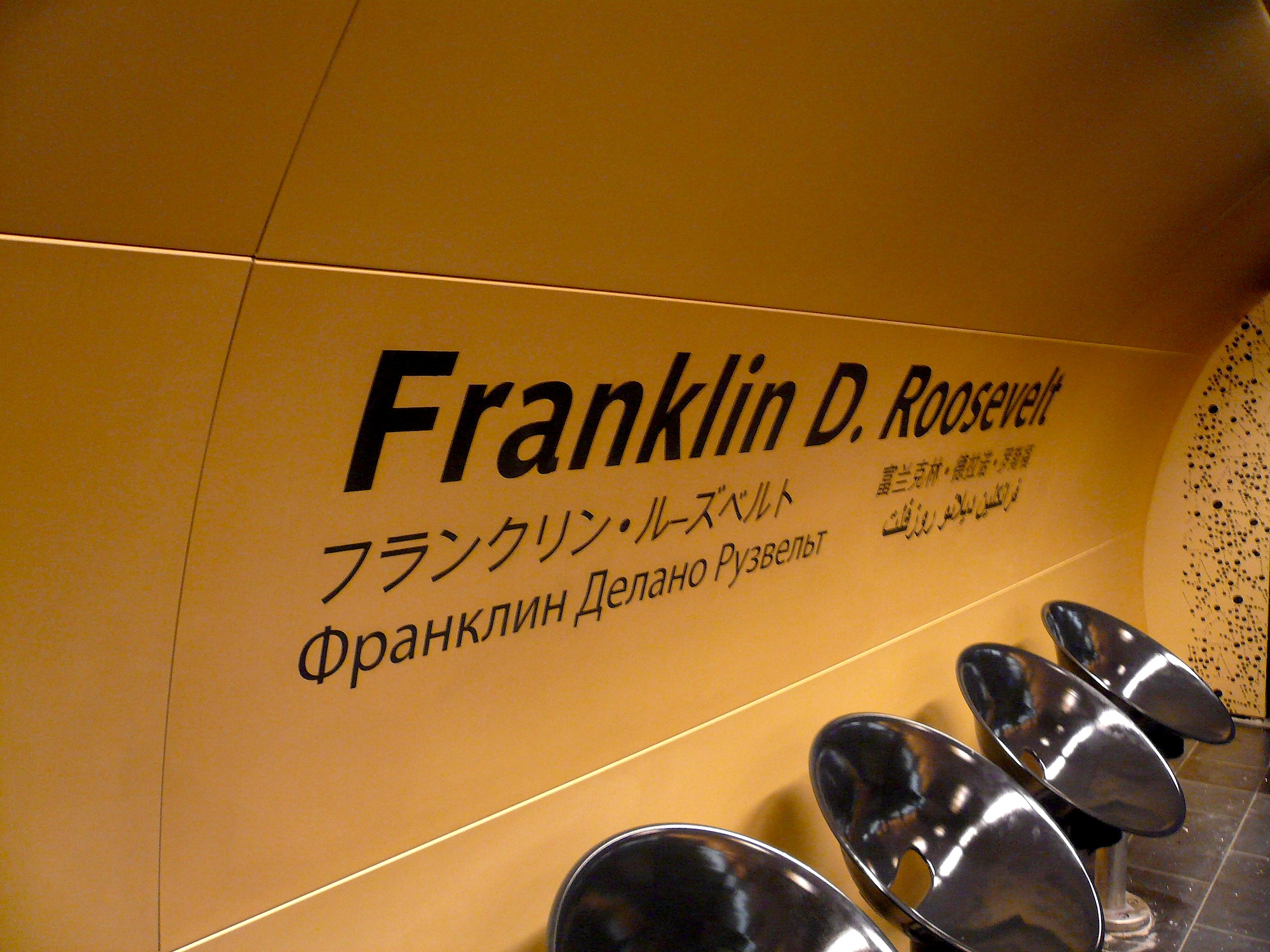
2011년 개조이후 설치된 역명판.
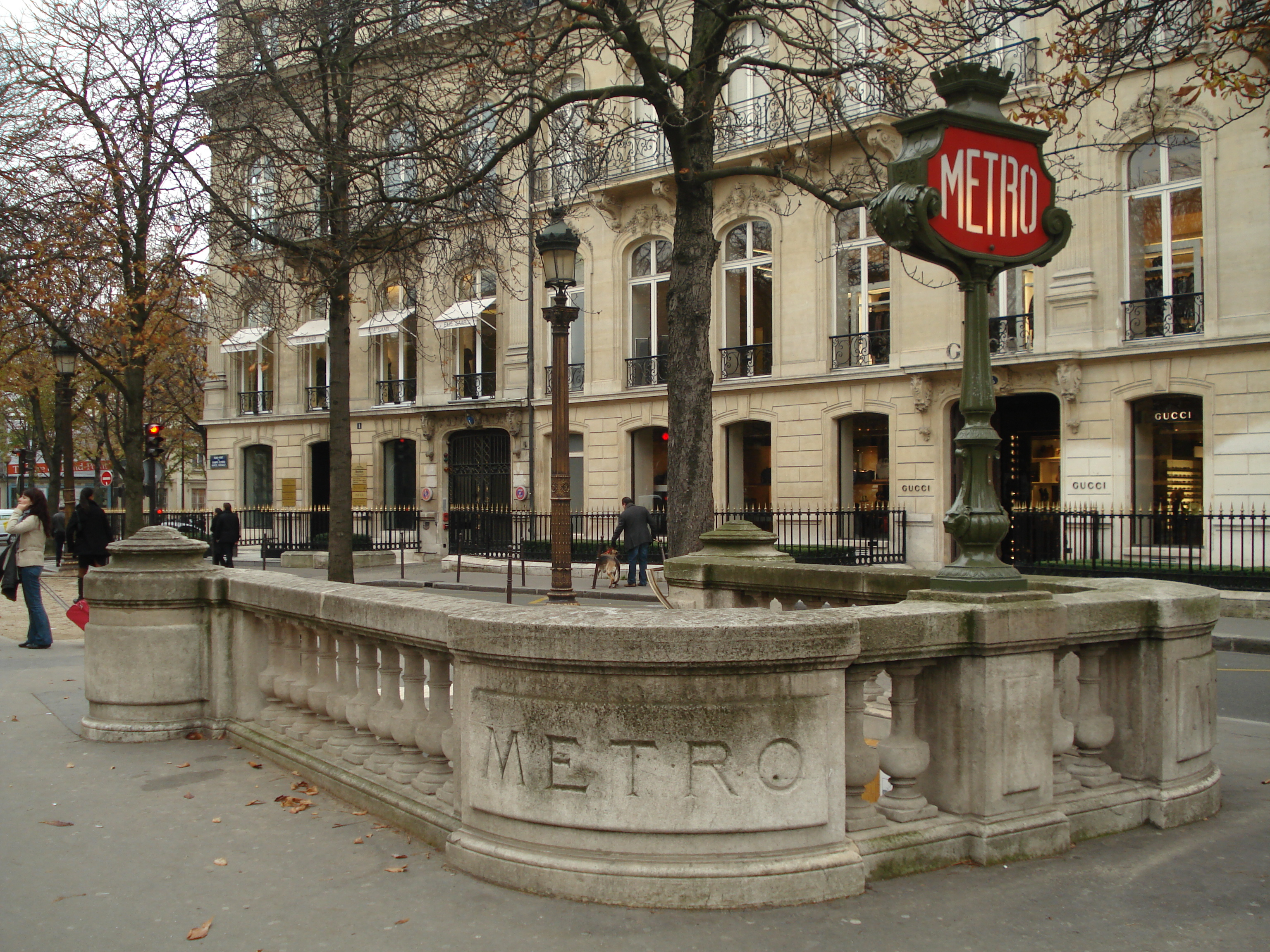
역 출구.
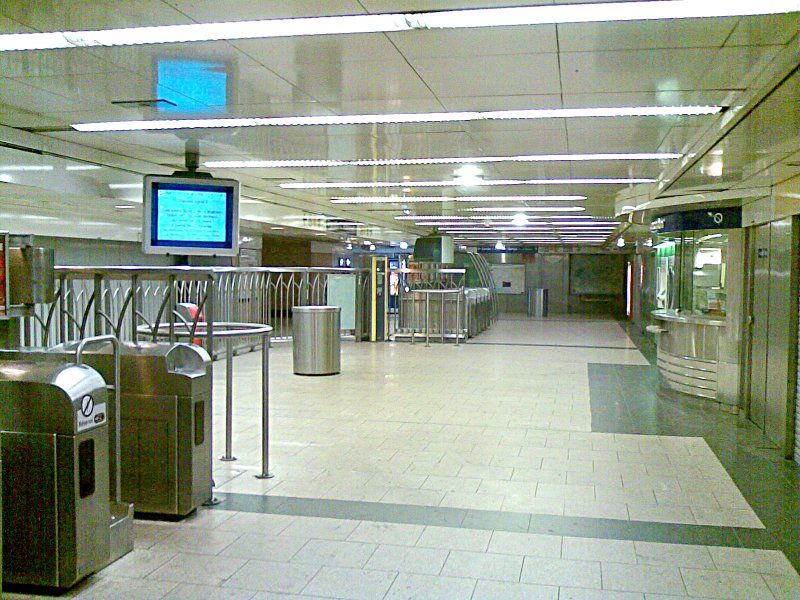
개찰구.
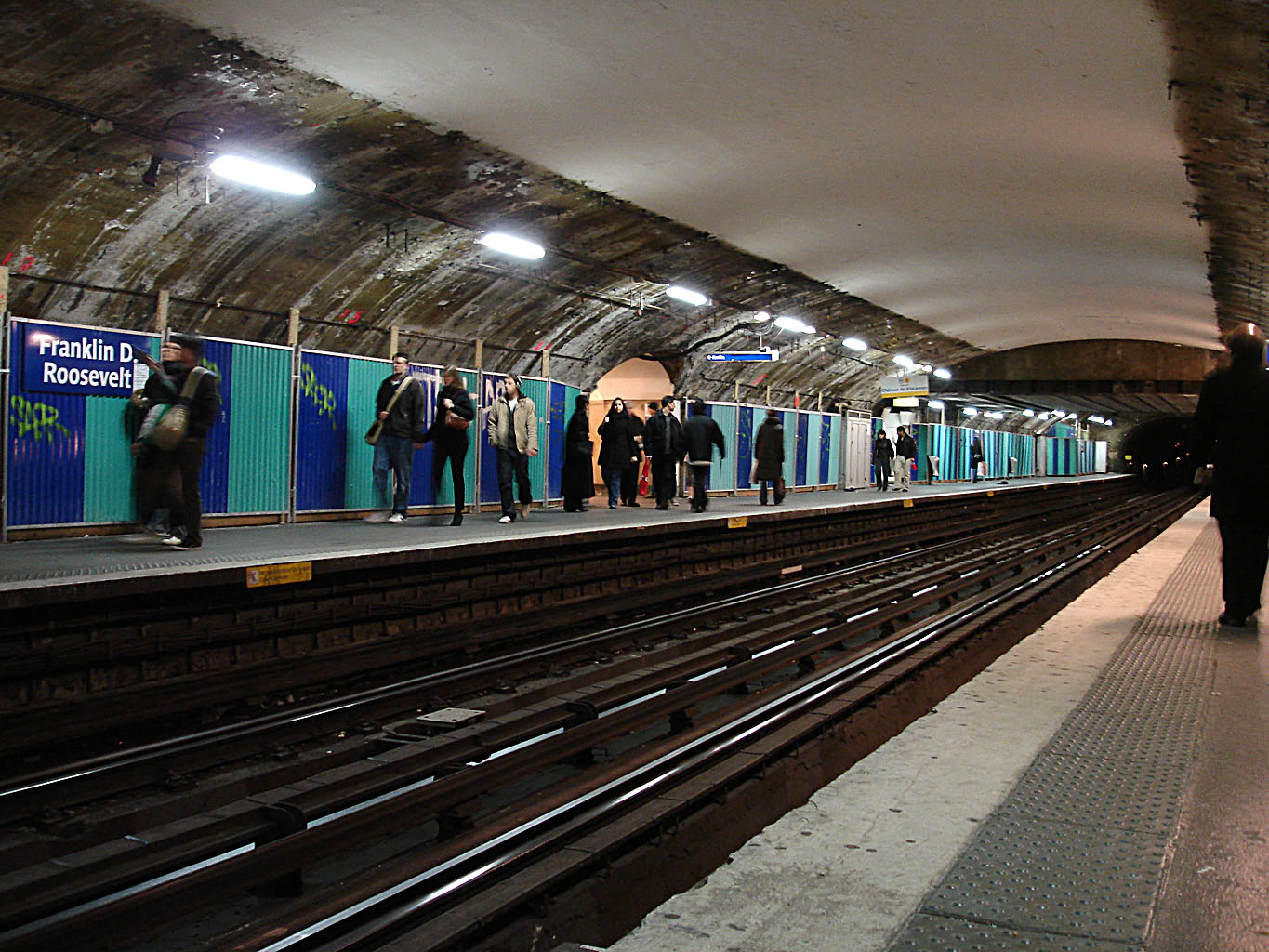
2008년 8월 무인화 작업 중의 1호선 승강장.
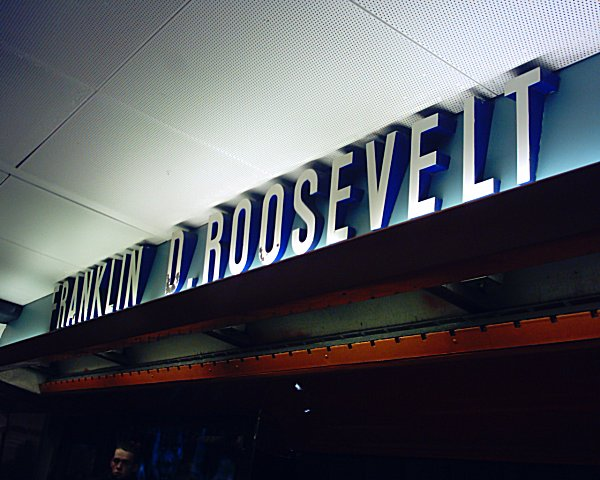
1호선 역명판.
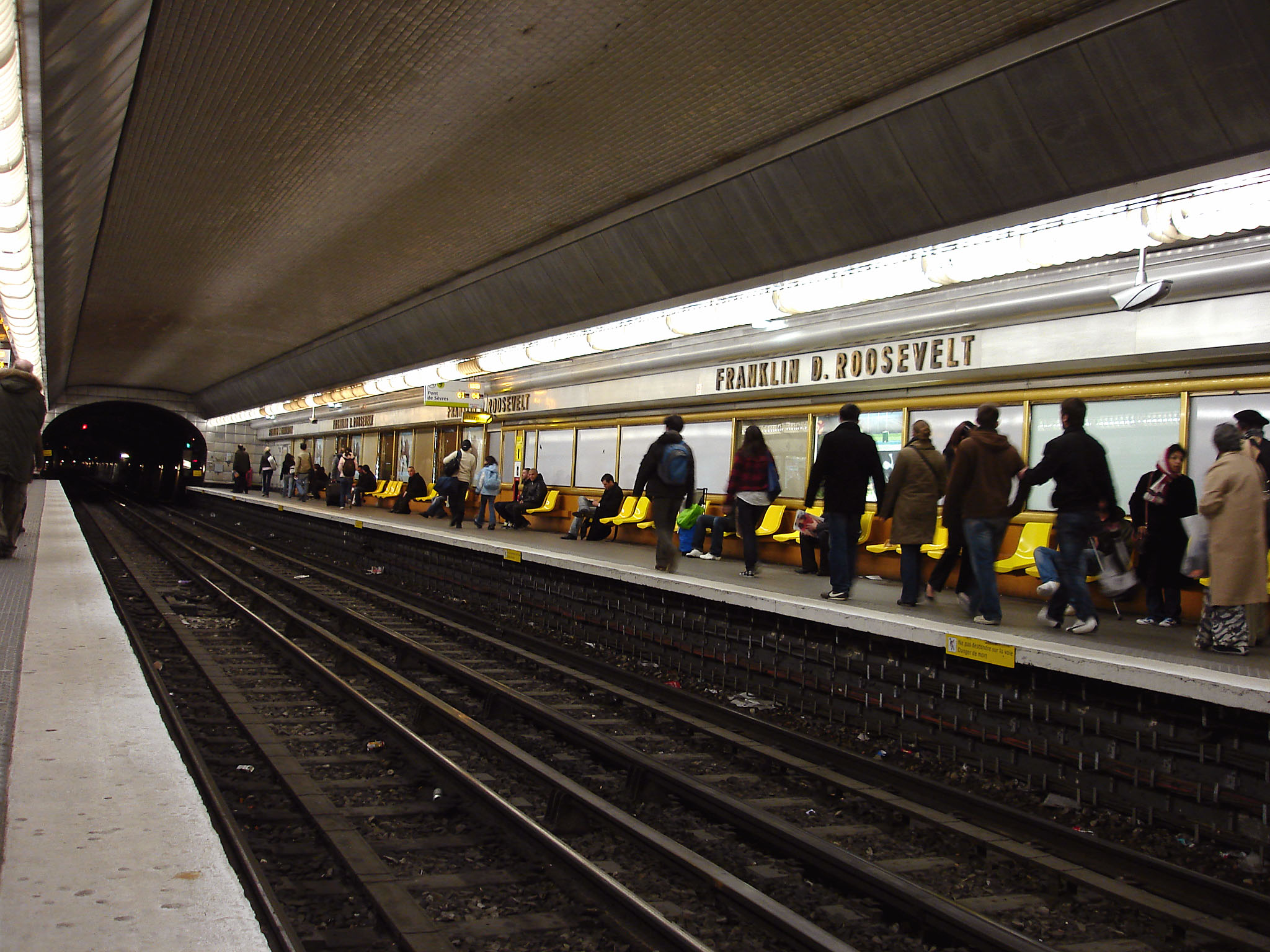
9호선 승강장.
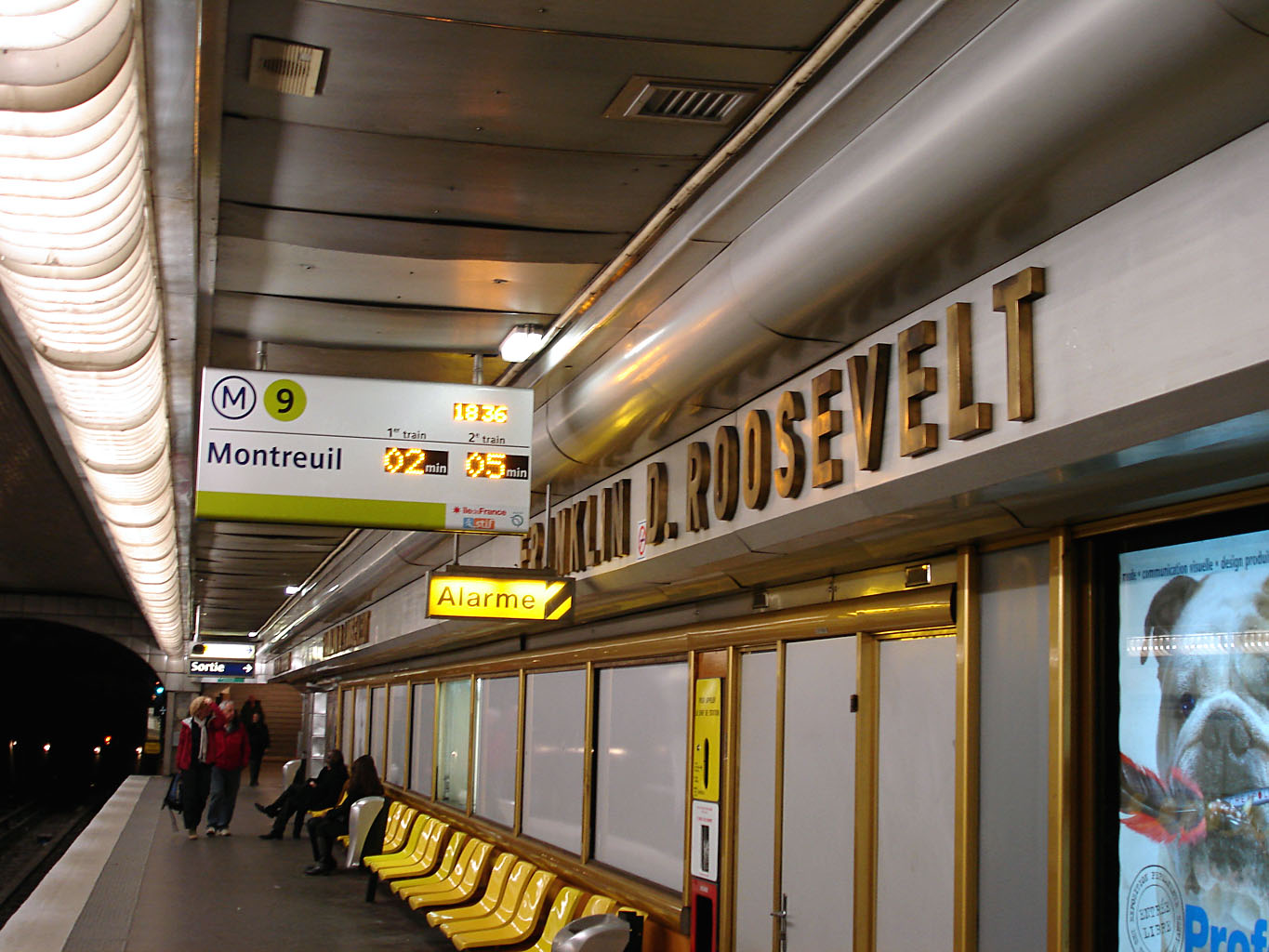
9호선 역명판.
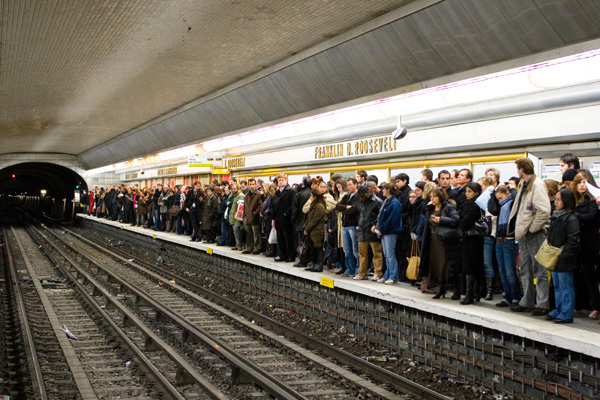
2007년 파업 기간 중의 9호선